# 녹색동맹
녹색동맹(핀란드어: Vihreä liitto 비흐레애 리토[*],스웨덴어: Gröna Förbundet)는 핀란드의 녹색당이다. 1988년 환경운동을 비롯해 평화와 인권, 남녀평등, 장애인, 동성애자, 어린이 운동세력 등 여러 사회운동세력이 참여해 녹색동맹을 결성했다. 그런 역사적 배경으로 환경보호 뿐만 아니라 소수자 보호나 민주주의 확장도 당활동에 있어서 중요한 역할하고 있다. 또 녹색동맹은 새로운 형태의 공동결정과 시민사회와의 더 많은 소통을 추구한다.
녹색동맹은 대도시와 그 주변에서 많은 지지를 받고 있다. 헬싱키에서는 20%정도의 득표율을 보이고 있다. 2007년 의회 선거에서 15명(총 200석)이 원내에 진출했으며, 유럽의회에는 2명의 의원이 활동하고 있다.

## 역사
녹색동맹은 1987년 2월 28일 창립했으며, 그 이듬해에 정당으로 등록했다. 핀란드에서는 녹색동맹이 만들어지기 전인 80년대에도 환경운동가와 여성주의자, 여타 활동가들이 녹색정치 이슈에 대한 정치활동을 존재했다. 녹색동맹은 1995년 유럽에서 최초로 집권연정에 참여하는 녹색당이 되었다.
녹색동맹은 대중운동으로 창립되었기 때문에 아직까지도 동맹(핀란드어: liitto,영어: league)이라 부르고 있다. 운동 초기에 미헬스의 과두제의 철칙에 영향을 받아 공식 조직을 만들 경우 의도하지 않게 운동이 과두제화할 것이는 주장을 편 정당 창당 반대론자들의 저항이 적지 않았다. 그래서 지금도 녹색동맹은 개방성과 민주적 의사결정을 강조하고 있다. 이후 핀란드어와 스웨덴어 정치광고에서 동맹이라는 명칭을 생략하고 사용하고 있으나, 정당의 공식명칭에는 아직 남아 있다.
녹색동맹이 정식으로 창립되기 이전인 1983년에 이미 2명의 의원을 당선시킨 바 있다. 이들은 핀란드 의회 최초의 무소속 의원이었다. 1987년에는 4명, 1991년에는 10명으로 늘어났다.
녹색동맹의 절반 가량은 핀란드의 유럽연합에 반대했으며, 후에 대부분의 녹색동맹 당원은 유로화 도입에 반대했다. 유로화 도입 반대에 대한 항으로 당 지도부가 사퇴하기도 했다.
녹색동맹은 1995년 선거에서 9석을 획득했으며, 사민당이 주도하는 연정에 참여한다. 녹색동맹 소속의 하비스토(Pekka Haavisto)가 환경 및 개발원조부 장관이 된다. 이로써 녹색동맹은 유럽에서 최초로 집권연정에 참여한 녹색당이 된다. 녹색동맹은 1999년 7.3% 득표로 11석을 획득하고, 연정에 계속해서 참가한다. 하지만 의회에서 2002년 5월 26일 새 원자력 발전소 건설 계획이 통과되면서 항의의 뜻으로 장관직을 사임한다. 2003년 선거에서는 8% 득표에 14석을 얻는다. 2007년 선거에서 녹색동맹은 기후변화와 빈곤, 기본소득 등의 이슈를 내세워 한석 추가해 15석(을 획득한다. 2007년 선거후에 연정에 참여해 2명의 녹색동맹 출신 장관을 배출했다.
2009년 유럽의회 선거에서 녹색동맹은 2명을 당선 시켰다.
녹색동맹은 지방의회에서도 중요한 역할을 하고 있다. 대도시의 경우 지지세가 강하고, 농촌지역의 경우 지지세가 약하다. 헬싱키의 경우 23.5% 득표로 제 2당을 차지하고 있다. 그외의 대도시에서도 제 3당의 지위를 유지하고 있다.

## 이념
녹색동맹은 더 이상 저항정당이나 대안운동이 아니다. 일부 녹색동맹 후보는 스스로를 '좌파'나 '우파'로 규정하는 것을 거부하기도 한다. 경제 정책에 대한 녹색동맹 당원들의 입장은 좌파와 우파사이의 중간쯤에 위치하고 있다. 하지만 당원들은 평균적으로 좌파당과 사민당 사이에 녹색동맹이 자리하고 있다고 생각한다.
최근 이민자에 대한 선거 강령에서 이민자들은 핀란드의 공식언어, 즉 핀란드어나 스웨덴어를 배워야 하며, 그렇지 않을 경우 복지 혜택을 일부 제한해야 한다고 주장한 바 있다. 녹색동맹 당대표이자 노동부 장관인 지네메키(Anni Sinnemäki)는 이주국의 언어를 배우는 것은 이민자의 의무이다라고 말한바 있다.

## 선거 결과

### 핀란드 의회
| 선거 | 득표수  | %     | 의석수   | +/- | 집권여부              |
| ---- | ------- | ----- | -------- | --- | --------------------- |
| 1983 | 43,754  | 1.47  | 2 / 200  |     | 야당                  |
| 1987 | 115,988 | 4.03  | 4 / 200  | 2   | 야당                  |
| 1991 | 185,894 | 6.82  | 10 / 200 | 6   | 야당                  |
| 1995 | 181,198 | 6.52  | 9 / 200  | 1   | 연립 여당             |
| 1999 | 194,846 | 7.27  | 11 / 200 | 2   | 연립 여당             |
| 2003 | 223,846 | 8.01  | 14 / 200 | 3   | 야당                  |
| 2007 | 234,429 | 8.46  | 15 / 200 | 1   | 연립 여당             |
| 2011 | 213,172 | 7.25  | 10 / 200 | 5   | 연립 여당 (2011–2014) |
| 2011 | 213,172 | 7.25  | 10 / 200 | 5   | 야당 (2014–2015)      |
| 2015 | 253,102 | 8.53  | 15 / 200 | 5   | 야당                  |
| 2019 | 354,194 | 11.49 | 20 / 200 | 5   | 연립 여당             |

### 유럽의회 선거
| 선거 | 득표수  | %     | 의석수 | +/- |
| ---- | ------- | ----- | ------ | --- |
| 1996 | 170,670 | 7.59  | 1 / 16 |     |
| 1999 | 166,786 | 13.43 | 2 / 16 | 1   |
| 2004 | 172,844 | 10.43 | 1 / 14 | 1   |
| 2009 | 206,439 | 12.40 | 2 / 13 | 1   |
| 2014 | 160,967 | 9.33  | 1 / 13 | 1   |
| 2019 | 292,892 | 16.00 | 3 / 14 | 2   |

### 대통령 선거
전 유럽의회 의원인 하이디 하우탈라(Heidi Hautala)의원이 2000년, 2006년 대통령선거에 출마해, 1차 투표에서 약 3.5%의 득표율을 기록한 바 있다.

## 같이 보기
- 녹색정치
- 핀란드의 정치